# Marele Duce Nicolai Nicolaevici al Rusiei
A nu se confunda cu fiul său, Marele Duce Nicolai Nicolaevici al Rusiei (1856-1929).
Marele Duce Nicolai Nicolaevici al Rusiei (rusă Великий князь Николай Николаевич) (27 iulie 1831 –  13 aprilie 1891), a fost al treilea fiu și al șaselea copil al țarului Nicolae I al Rusiei și al Alexandrei Feodorovna. Pentru a-l deosebi de fiul său, i se spune și Nicolae Nicolaevici cel Bătrân. Pregătit pentru a deveni militar, a comandat armata rusă ca mareșal în războiul ruso-turc din 1877-1878.

## Căsătorie

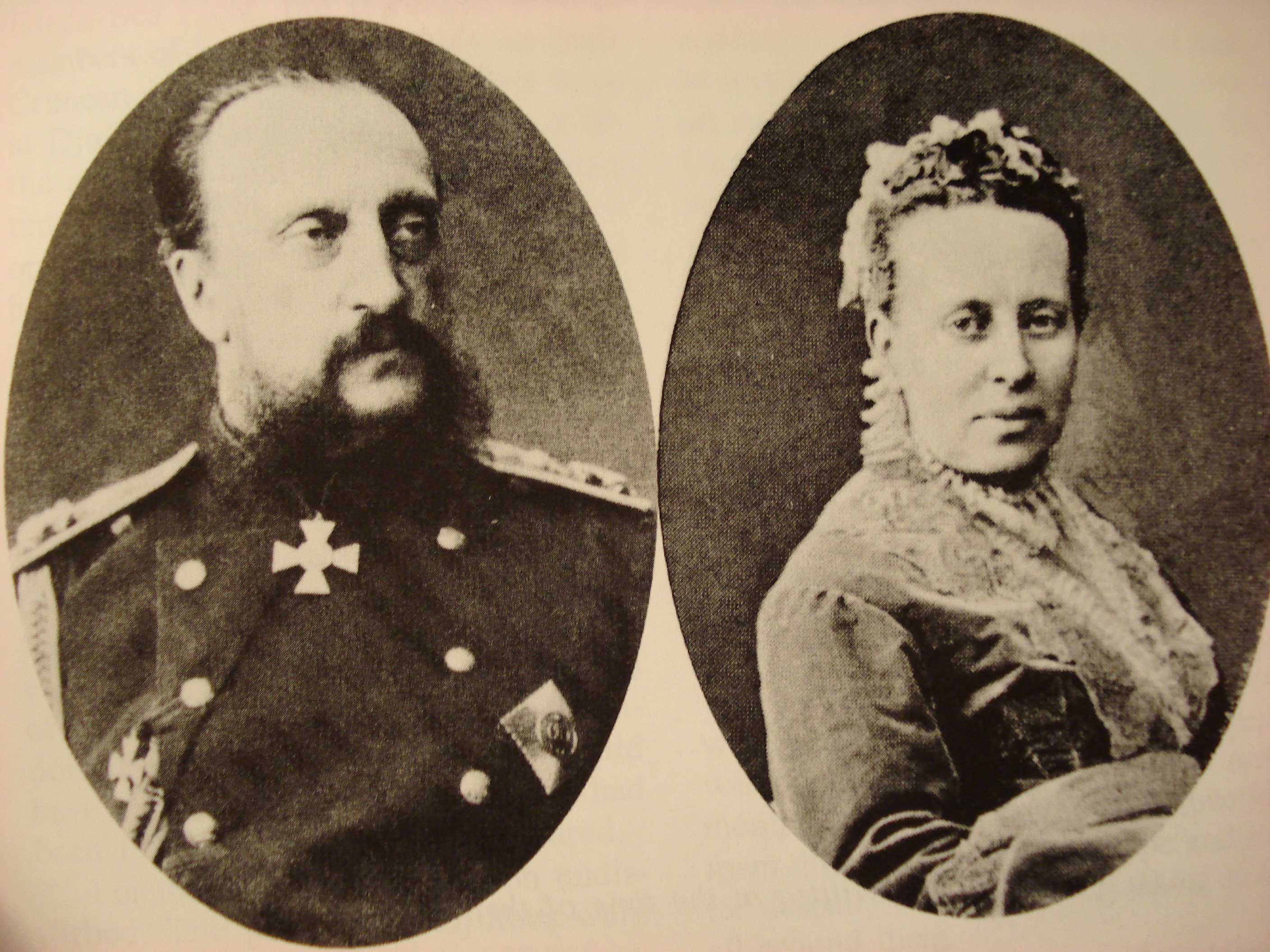
Marele Duce Nicolai Nicolaevici al Rusiei și Marea Ducesă Alexandra Petrovna.

Nicolai Nicolaievici s-a căsătorit cu verișoara sa Marea Ducesă Alexandra Petrovna, Prințesa Alexandra de Oldenburg (1838–1900), a cărei bunică paternă era fiica împăratului Pavel I. Nunta a avut loc la St.Petersburg la 6 februarie 1856. Alexandra era simplă iar cuplul a aflat curând că cei doi au forte puțin în comun. Au avut doi copii:
- Marele Duce Nicolai Nicolaevici cel Tânăr (1856–1929)
- Marele Duce Petru Nicolaevici (1864–1931)

Mariajul a avut probleme de la început iar patru ani mai târziu, Nicolai a început o relație permanentă cu Ecaterina Chislova, balerină la Teatrul Krasnoye Selo. Relația a fost deschisă iar cei doi au avut împreună cinci copii: 
- Olga Nicolaevna Nicolaeva (1868–1950) c. Prințul Michael Cantacuzene
- Vladimir Nicolaevici Nicolaev (1873–1942)
- Catherine Nicolaevna Nicolaeva (1874–1940)
- Nicholas Nicolaevici Nicolaev (1875–1902)
- Galina Nicolaevna Nicolaeva (1877–1878)

Marele Duce a încercat să schimbe clasa nobiliară a amantei sale și a copiilor nelegitimi și să preia numele de Nicolaiev. Țarul Alexandru al II-lea a ignorat aventura fratelui său însă l-a sfătuit să fie discret.

## Ultimii ani
Nicolai Nicolaievici era la Cannes cu cei doi fii ai săi când fratele său Alexandru al II-lea a fost asasinat; s-a întors imediat în Rusia în martie 1881. Urcarea pe tronul Rusiei a nepotului său, Alexandru al III-lea a marcat începutul declinului Marelui Duce. Alexandru al III-lea nu avea nici o simpatie pentru unchiul său iar Nicolai Nicolaievici n-a putut avea nici o influență asupra nepotului său.
Autoritatea lui a suferit și mai mult atunci când a fost implicat în frauduloase rechizițiile militare. Când Marele Duce a încercat să-și explice acțiunile el a atacat public oficiali guvernamentali și comandanți militari și, în cele din urmă, a fost înlăturat din postul său. Alexandru al III-lea a criticat aventurile extraconjugale ale unchiului său.

## Arbore genealogic
1. ↑  Czech National Authority Database, accesat în 1 martie 2022